# Sheffield & Hallamshire County Football Association
Sheffield and Hallamshire County Football Association (oprindeligt kaldt Sheffield Football Association) er en lokal fodboldunion der blev oprettet i Sheffield i 1867 og var den første County Football Association i England. I 1876 oprettedes den lokale pokalturnering, Sheffield & Hallamshire Senior Cup, verdens femteældste fodboldpokalturnering. Forbundets hold spillede efter Sheffield Rules of Football op til 1878, hvor reglerne blev slået sammen med FA's regler. Blandt medlemmerne er nogle af de ældste fodboldklubber i verden, såsom Sheffield F.C. og Hallam F.C. I dag er forbundet ansvarlig for administrationen, kontrollen, promoveringen og udviklingen af græsrodsfodbold i Sheffield, Doncaster, Rotherham, Barnsley, Worksop og Huddersfield, og arrangerer ud over førnævnte pokalturnering også bl.a. Sheffield and Hallamshire County Senior League. 
| Fodbold | Spire Denne artikel om en fodboldorganisation er en spire som bør udbygges. Du er velkommen til at hjælpe Wikipedia ved at udvide den. |